# John Elliott (boxe anglaise)
Pour les articles homonymes, voir John Elliott.
John Elliott est un boxeur britannique né le 10 mai 1901 et mort le 24 juin 1944 à Balikpapan, Indonésie.

## Carrière
Affilié au Polytechnic Boxing Club de Westminster, il remporte la médaille d'argent dans la catégorie poids moyens aux Jeux olympiques de Paris en 1924. Après avoir battu le suisse Georges Givel puis les canadiens Harry Henning et Leslie Black, il s'incline aux points en finale contre son compatriote Harry Mallin.

## Palmarès

### Jeux olympiques
- Jeux olympiques de 1924 à Paris[1] (poids moyens)

## Référence
1. ↑  (en) Résultats des Jeux olympiques 1924 (amateur-boxing.strefa.pl)